# Дік Блік (плавець)
Дік Блік (англ. Dick Blick, 29 липня 1940) — американський плавець.
Олімпійський чемпіон 1960 року.
Переможець Панамериканських ігор 1959 року.